# Trogon kubánský
Trogon kubánský (Priotelus temnurus) je pták, jeden ze dvou endemických druhů rodu Priotelus a jak napovídá druhové jméno, žije na Kubě.

## Výskyt

Vlajka Kuby

Je rozšířen ve světlých vlhkých, suchých, stálezelených i opadavých lesích, vyhovuje mu tropické i subtropické podnebí, osídluje hlavně hornaté oblasti až do nadmořské výšky blízké 2000 m. Protože barvy jeho peří připomínají barvy kubánské vlajky, je považován za národního ptáka Kubánské republiky.
Vyskytuje se ve dvou mírně odlišných poddruzích:
- Priotelus temnurus temnurus – vyskytuje se hlavně na ostrově Kuba
- Priotelus temnurus vescus – žije na Ostrově mládeže (španělsky: Isla de la Juventud) který se nachází jižně od západní části hlavního ostrova

## Popis
Samec a samice jsou si velmi podobni, nevyskytuje se u nich zřetelný pohlavní dimorfismus. Je to vzhledný, pestře zbarvený pták veliký okolo 28 cm, rozpětí křídel mívá 39 cm a ocas má dlouhý něco málo přes 14 cm. Oči i krátký, široký a mírně zakřivený zobák jsou červené barvy. Temeno hlavy i šíje mají barvu modrofialovou, na hřbetě a ocasu má peří tmavě modré, vespod krku a na hrudi je bílý a břicho i kořen ocasu jsou červené. Na ocasu i křídlech jsou modré, zelené a bílé skvrny a střídavé černé a bílé pruhy. Dlouhý a široký ocas s charakteristickými péry je částečně rozeklaný. Při posedu na větvi lze spatřit zvláštní pozice jeho prstů, prvý a druhý směřují dozadu, třetí a čtvrtý dopředu.
Je to stromový pták, křídla má poměrně krátká a silná, létá hlučně a jen na nepříliš velké vzdálenosti. Není příliš plachý a dovoluje lidem se přiblížit ke stromu na kterém sedí. Živí se ovocem a dalšími plody které nachází na stromech včetně právě rozkvetlými květy nebo v menší míře i hmyzem.

## Rozmnožování
Hnízdo si buduje ve starší stromové dutině nebo si vydlabává novou. Samice v období od dubna do června snáší 3 až 4 vejce, o jejichž inkubaci se starají oba rodiče. Stejně tak vylíhlá ptáčata střídavě zahřívají a nosí jim potravu. Trogon kubánský je zřídka kdy chován v zajetí, brzy tam umírá.

## Ochrana
Na Kubě je jeho lov zakázán zákonem již od roku 1982. Je tam respektován nejen jako vzácný přírodní druh, ale i jako symbol kubánské svébytnosti. Přestože jeho početní stavy nebyly na Kubě věrohodně sečteny, je i Červeným seznamem IUCN tento endemit považován za druh málo dotčený (LC).